# John Wintour
John Wintour, född cirka 1586, död 7 april 1606, var en engelsman som avrättades för sin inblandning i krutkonspirationen. 
Hans föräldrar var George Wintour av Huddington Court och hans andra fru Elizabeth Bourne, dotter till Sir John Bourne av Battenhall. George hade tidigare varit gift med Jane Ingleby, med vem han hade flera barn däribland konspiratörerna Robert och Thomas Wintour (John var därför styvbror till Robert och Thomas). John Wintour studerade vid Oxfords universitet, men som så många andra som var katoliker i England under den tiden kunde han inte ta ut sin examen (katolicismen var nämligen inte en uppskattad religionstro i England vid tillfället).
Wintour hade inte någon större roll i krutkonspirationen utan han blev, enligt honom själv, indragen i den i sista stund och då på ett mer eller mindre omedvetet sätt. Han besökte sin svåger John Grant (Grant var gift med Wintours halvsyster Dorothy) under natten till den 4 november 1605. Dagen därpå mötte de upp Everard Digby och hans "jaktlag" (vilket i verkligheten var en grupp beväpnade män på hästar) på värdshuset Red Lion i Dunchurch. Efter att konspirationen hade misslyckats den 5 november 1605 flydde Wintour tillsammans med flera av konspiratörerna till Holbeche House. Han bestämde sig där för att han inte längre litade på Robert Catesby, ledaren för konspirationen, och han lämnade Holbeche House på natten mellan den 7 till 8 november tillsammans med sin vasall Thomas Edgin. Wintour ville till en början ta sig till London, men ändrade sina planer och begav sig till Huddington Court istället. Väl där överlämnade han sig själv till vicesheriffen av Worcester, som arresterade honom och han fängslades senare i Towern.
Under rättegången mot honom dömdes han till döden för sina handlingar. Den 7 april 1606 avrättades han i Red Hill, Worcester genom avrättningsmetoden hängning, dragning och fyrdelning. Olikt många andra som genomlidit denna avrättningsmetod visades Wintours kroppsdelar inte upp för allmän beskådning efteråt utan han begravdes istället vid kyrkan i Huddington Court.